# Nära ögat...
Nära ögat... är en dikt av Wisława Szymborska. Den publicerades år 1996, samma år som hon fick nobelpriset i litteratur. Dikten är kort, fördelad i fem olika stycken med sammanlagt 165 ord och innehåller känslomässiga uttryck. Szymborska skrev dikten ursprungligen på polska. I efterhand har Anders Bodegård översatt dikten till svenska. Szymborskas första dikt publicerades 1945.

## Bakgrund
Wisława Szymborskas lyrik är emotionell och handlar om vardagliga erfarenheter som sammansätter en nedstämd text med hånfulla och underliga inslag. Dikterna Szymborska skriver handlar ofta om livet där huvudtemat är kärlek, döden och tidsfördriv. Hon är en författare som lutar sig mot sitt hemland. Szymborska säger att andra världskriget och Förintelsen förändrat hennes sätt att skriva. Hennes skrifter når ända fram till personer som känner igen sig. Alla individer som blir berörda går igenom samma känslor som beskrivs i hennes dikter. 

## Handling
Nära ögat innefattar två karaktärer, ett diktjag och en andra person. Hela texten handlar om andra personen, som därmed är huvudpersonen. Inga namn eller beskrivningar om personerna nämns i texten. Dikten handlar om diktjagets oro och sorg över att förlora denna individ. I början av dikten är diktjaget orolig och osäker på vad som kommer att hända eller har redan hänt. Det verkar som om diktjaget inte vill veta vad som händer. Som om diktjaget inte vill veta vad som händer. Redan i andra stycket märks det förändring i författarens uttryck. En stor del av handlingen involverar diktjagets sorg till andra personen. Dikten slutar med en kärleksmening om huvudpersonen.   

## Innehåll

### Karaktär
Karaktärerna som har visat betydelse i dikten är diktjaget och en andra person. Huvudpersonen blir inte beskriven i texten. Det enda författaren nämner i dikten är vad huvudpersonen har upplevt, som exempelvis: 
"Du blev räddad, för du var först.". Det nämns även,
"För det fanns folk." som tyder på att det har funnits människor där dikten/händelsen utspelat sig, men inga nämns som därmed förblir anonyma åskådare. 

### Situation
Miljön är inte självklar. Det nämns ett fåtal gånger uttryck som går att tolka som till exempel, "För du gick åt vänster. Åt höger.", "För det blev regn. För det blev skugga. För det var soligt väder." och "Som tur var fanns där skog." vilket pekar på att dikten utspelar sig utomhus. Däremot nämns inga specifika tidpunkter i dikten. 

## Språk och stil
Berättarperspektivet består av ett diktjag som berättar om en andra person genom mesta delen av dikten. Författaren har valt att använda sig av en del symboler och upprepningar från början till slutet. Texten har några anaforer, den tydligaste anaforen är "Du blev räddad, för du var först. Du blev räddad, för du var sist.". I dessa meningar repeteras "Du blev räddad" två gånger direkt efter varandra i texten som medför upprepning. Början och slutet av dikten hör inte ihop. Texten börjar med "Det kan ha hänt." och slutar med "Hör bara hur ditt hjärta bultar i mig.". Författaren vill tydligt införa en osäkerhet i början, som om diktjaget inte förstår eller inte vill förstå vad som händer. Medan i slutet av dikten uttalar diktjaget sig känslomässigt till huvudpersonen i texten. Szymborska har använt sig av korta och enkla meningar i dikten. Målgruppen får en lätt och förståelig dikt att läsa. Titeln har en tydlig koppling till dikten som till exempel meningen "Det har hänt, men händer inte dig." där det kunde ha hänt men hände inte huvudkaraktären enligt författaren.